# 皇越龍興志
《皇越龍興志》（越南语：／）是一部成書於阮朝成泰十六年（1904年）的章回體歷史演義小說，共六卷三十四回，作者吳甲豆。主要描寫了西山起義推翻阮主統治後，阮福映反抗西山朝復國的歷史故事。

## 編纂緣由
在《皇越龍興志》之前，越南有《皇越春秋》、《越南開國志傳》和《皇黎一統志》三部影響較大的歷史演義小說。其中，《皇黎一統志》一書作者是吳甲豆家族祖輩吳時任三兄弟。吳甲豆在《自敘》中提到，“某曾祖叔簽書平章吳公學遜，著有《皇黎一統志》，敍西山滅鄭扶黎，以成一統之事”，但“於我朝之滅西山，但概及之”。吳甲豆為此準備續修《皇黎一統志》。他閱覽了《大南實錄》前編和正編、《大南列傳》、《嘉定城通志》等相關史料，以章回體的形式編成《皇越龍興志》。

## 內容
《皇越龍興志》起自景興三十四年（1773年）西山兵攻克平定等地，止於明命元年（1820年）明命帝即位。描寫了阮福映推翻西山朝復國，以及統一越南後向清朝求封以及冊封高綿的歷史故事。

## 流傳情況
《皇越龍興志》刊印後，曾在越南多次翻譯為越南文出版。
1992年，台灣學生書局曾將《皇越龍興志》點校出版，列入《越南漢文小說叢刊》（第二輯）第三冊。
1993年，越南文學出版社曾翻譯為越南文出版。
2010年，上海古籍出版社將該書點校出版，列入《越南漢文小說集成》第八冊。